# St. Andräer See
Der St. Andräer See ist ein kleiner See in der Kärntner Gemeinde St. Andrä. Das Gewässer wird vom Land Kärnten als schwach eutroph (Stand 2021) eingestuft.

## Lage und Nutzung
Der See liegt nordwestlich der Ortschaft Mettersdorf zwischen einem Altarm und dem regulierten Flussverlauf der Lavant. Er wurde 1990 künstlich im Auengebiet des Flusses angelegt und 1991 als Badesee eröffnet. Zum Zeitpunkt der Eröffnung speiste sich das Gewässer alleine aus Grundwasser. Da dieses aufgrund der im Einzugsgebiet intensiv betriebenen Landwirtschaft  beeinträchtigt ist, wurde ein Zu- und Abfluss zur nur wenige Meter westlich gelegenen Lavant installiert. Somit kann der See im Bedarfsfall mit frischem Wasser durchspült werden. Aufgrund starker Algenblüten wurde der ursprünglich nur 3,5 Meter tiefe See auf 5 Meter eingetieft und eine schilfige Verlandungszone im Osten vom Badebereich abgetrennt. Sie dient nun als Puffer gegen den Nährstoffeintrag aus der Landwirtschaft.
Am 18. August 2022 kam es an dem See zu einem tragischen Unglück. Ein schnell aufziehendes Gewitter überraschte die Badenden, eine einzelne, extrem heftige Sturmböe entwurzelte mehrere Bäume, zwei Kinder starben, 15 Badegäste wurden teilweise schwer verletzt. Ein Gutachten bestätigte die ordnungsgemäße Pflege und guten Zustand der Bäume, das Unglück sei unvorhersehbar und nicht zu verhindern gewesen. Die Staatsanwaltschaft Klagenfurt stellte daraufhin ihre Ermittlungen gegen den Betreiber des Bades ein.

## Fischbestand
Bei einer Bestandsaufnahme im Jahr 1995 wurden im St. Andräer See sechs Fischarten nachgewiesen, zusätzlich wurden später Zander eingesetzt. Das Moderlieschen ist in Kärnten nicht heimisch, vermutlich wurde sein Laich durch Wasservögel eingeschleppt.
- Hecht (Esox lucius)
- Aitel (Leuciscus cephalus)
- Rotfeder (Scardinius erythrophthalmus)
- Schleie (Tinca tinca)
- Gründling (Gobio gobio)
- Moderlieschen (Leucaspius delineatus)
- Zander (Sander lucioperca)